# Pierre Kédinger
Pierre Kédinger, né le 27 mars 1921 à Sierck-les-Bains et mort le 2 décembre 1994 à Longeville-lès-Metz, est un avocat et homme politique français.

## Biographie
Arrêté par la Gestapo en tant que membre du Reseau Renard en septembre 1942 il a été déporté en Allemagne. Il en réchappe en juin 1945.
Il devient ensuite avocat au barreau de Metz quarante-deux ans durant. Il est élu député de la Moselle dans la deuxième circonscription de la Moselle en 1968, puis réélu en 1973 avec l'Union des démocrates pour la République.
Le 28 novembre 1974, il se prononce contre la loi Veil.
À l'issue de son second mandat, il ne se représente pas et laisse Jean Louis Masson postuler aux élections législatives de 1978.

## Distinctions

### Décorations
- Officier de la Légion d’honneur
- Croix de guerre 1939-1945
- Titulaire de la Médaille de la Résistance
- Titulaire de la Médaille de la Reconnaissance française